# 번서조소

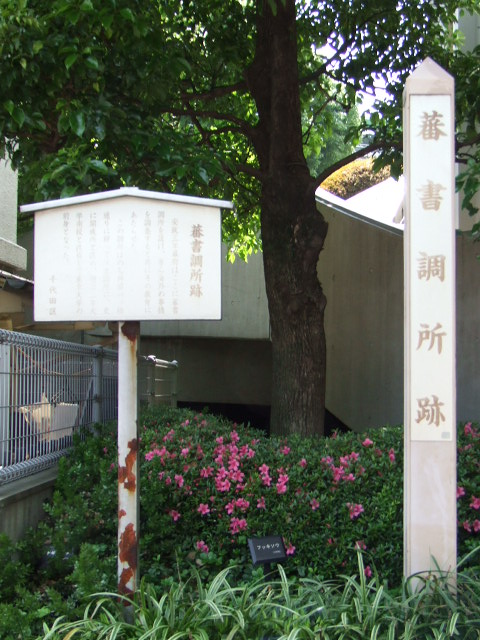
일본 도쿄도 지요다구 구단미나미(九段南)에 1856년에 개교한 옛 반쇼시라베쇼가 있던 위치에 세워진 비석.

번서조소(일본어: 蕃書調所, 蛮書調所, ばんしょしらべしょ)는 1856년에 에도 막부가 설립한 일본의 양학 연구, 외교 문서 번역 전문 기관이며, 훗날 도쿄 대학으로 이어지는 기관들 가운데 하나이다.

## 개요
매튜 C. 페리의 일본 내항을 계기로 난학 뿐만 아니라 서구 전반을 통해 배워야겠다는 자각을 한 에도 막부는 기존 기관인 천문방 만서화해어용(蠻書和解御用)을 확충해 1855년에 요가쿠쇼(洋學所, 양학소)를 개설했다. 하지만 개설 직후에 일어난 안세이 대지진으로 인해 소실되어 1856년 반쇼시라베쇼라는 이름으로 바꾸어 재건했다. 고가 긴이치로(古賀 謹一郎)가 수장으로 취임했고 오무라 마스지로(大村 益次郎), 니시 아마네(西 周) 등의 교수진으로 시작했다.
반쇼시라베쇼는 이름 그대로 번(蕃)에서 쓰는 공문서를 작성하는 곳으로, 양학 연구 기관 기능도 담당했다. 원래는 에도에 개설되었고, 나중에 요쇼시라베쇼(洋書調所, 양서조소)라고 개칭되었다. 요쇼초쇼는 원래 막부 신하들의 자녀들을 대상으로 했으나 1858년부터는 여러 번의 사무라이들도 입학하여 공부했다. 수업료는 무료로 모든 비용을 막부가 내었으며 소규모의 기숙사도 운영했다. 요쇼초쇼는 난학을 중심으로 하되 영국학을 더하여 서양학 교육의 체계를 세우는 한편 번역과 외교 교섭을 주로 담당하였다. 어학 교육과 교재 편찬도 진행하였으며 이후 자연 과학도 교육하기 시작했다.
1862년에 가쿠몬쇼 부교(學問所 奉行, 학문소 봉행) 등이 임명되면서 위치가 격상되다가 이후 1863년에 가이세이쇼(開成所, 개성소)로 이름이 바뀌었다. 종합적 양학 교육 기관으로 확충된 형태인 가이세이쇼는 메이지 유신 이후에 도쿄 대학으로 흡수되었다.

## 교육, 연구 내용
반쇼시라베쇼는 1857년 1월 18일에 개교와 동시에 네덜란드어 교육을 시작했다. 미쓰쿠리 겐포(箕作 阮甫), 스이타 세이케이(杉田 成卿)는 반쇼시라베쇼에서 네덜란드어 교사로 근무하면서 네덜란드어를 일본어로 번역하는 작업을 담당했다.
1860년에는 영어 교육, 프랑스어 교육이 시작되었는데 영어는 호리 다쓰노스케(堀 達之助), 지무라 고로(千村 五郎), 다케하라 유시로(竹原 勇四郎), 미쓰쿠리 린쇼(箕作 麟祥), 니시 아마네(西 周) 등이 영어 교사로, 무라카미 히데토시(村上 英俊), 하야시 세이주로(林正 十郎), 고바야시 데이스케(小林 鼎輔) 등이 프랑스어 교사로 근무했다. 1862년에는 독일어 수업이 시작되었으며 이치카와 가네노리(市川 兼恭), 가토 히로유키(加藤 弘之) 등이 독일어 교사로 근무했다. 1862년에는 영어-일본어 사전인 《영화대역수진사서》(英和對譯袖珍辭書)를 출간하였다.
자연과학 전반에 걸친 부문이 설치되어 1860년에는 화학과 박물학에 중점을 둔 세이렌카타(精鍊方, 정련방)가 추가로 설치되었다. 세이렌카타는 에도의 난학자 가와모토 고민(川本 幸民), 가쓰라가와 호사쿠(桂川 甫策), 우쓰노미야 고노신(宇都宮 鑛之進) 등이 모여 당시 일본에서 유일하게 화학 연구를 진행한 장소가 되었다. 가와모토 고민이 《화학신서》(化學新書, 1861년)를 저술한 것도 이 반쇼시라베쇼 시절의 작업이다. 이 책은 일본에 화학이 정착되는 과정에서 없어서는 안 되는 중요한 저술이 되었다. 1865년에 세이렌카타는 가가쿠쇼(化學所, 화학소)라는 이름으로 바뀌었다.
기계학 연구는 1856년 기차 모형이나 전신기 등을 동작시키는 임무를 이치카와 가네노리(市川 兼恭)가 맡으면서 시작되었다. 프로이센 출신의 외교관 프리드리히 알브레히트 그라프 추 오일렌부르크(Friedrich Albrecht Graf zu Eulenburg)에 의해 도입된 전신기나 사진기 등을 가토 히로유키가 다루기도 했다. 1857년엔 스탠호프의 수동인쇄기를 움직였고, 1858년엔 영어 서적 《FAMILIAR METHOD》를 인쇄했다.
물리학은 이토 게이스케(伊藤 圭介), 다나카 요시오(田中 芳男) 등이, 수학은 간다 다카히라(神田 孝平), 회화는 가와카미 만노조(川上 萬之亟) 등이 가르쳤다.

## 같이 보기
- 난학
- 메이로쿠샤
- 안세이 개혁

## 관련 문헌
- 소장도서목록 도쿄 대학
- 도쿄 대학의 전신 도쿄 대학